# Kings of the Wild Frontier
Az 1980-as Kings of the Wild Frontier az Adam and the Ants nagylemeze. Miután előző kísérőzenekarától megvált, ezt a lemezt Marco Pironni gitárossal vette fel mint szerzőtársa. A rögzítés során adódó nehézségek ellenére a Kings of the Wild Frontier-t egyedi hangzású és inspiratív albumnak ismerték el.
Három slágert termelt: Kings of the Wild Frontier (2. hely), Dog Eat Dog (4. hely) és Antmusic (2. hely; az ausztrál kislemezlistát öt hétig vezette). A lemez újrakevert változata 2004-ben jelent meg néhány bónuszdallal.
Az Egyesült Királyságban 1981. legeladottabb albuma volt, 1982-ben megnyerte a legjobb brit album díjat. Szerepel az 1001 lemez, amit hallanod kell, mielőtt meghalsz című könyvben.

## Az album dalai
|     | Cím                        | Szerző(k)               | Hossz |
| --- | -------------------------- | ----------------------- | ----- |
| 1.  | Dog Eat Dog                | Adam Ant, Marco Pirroni | 3:11  |
| 2.  | Antmusic                   | Ant, Pirroni            | 3:37  |
| 3.  | Feed Me to the Lions       | Ant, Pirroni            | 3:03  |
| 4.  | Los Rancheros              | Ant, Pirroni            | 3:30  |
| 5.  | Ants Invasion              | Ant, Pirroni            | 3:19  |
| 6.  | Killer in the Home         | Ant, Pirroni            | 4:22  |
| 7.  | Kings of the Wild Frontier | Ant, Pirroni            | 3:56  |
| 8.  | The Magnificent Five       | Ant, Pirroni            | 3:07  |
| 9.  | Don't Be Square (Be There) | Ant, Pirroni            | 3:32  |
| 10. | Jolly Roger                | Ant, Pirroni            | 2:11  |
| 11. | Making History             | Ant, Pirroni            | 2:59  |
| 12. | The Human Beings           | Ant, Pirroni            | 4:32  |

| 13. | Antmusic (alternatív mix)       | Ant, Pirroni | 3:43 |
| 14. | Antmusic (demó)                 | Ant, Pirroni | 3:28 |
| 15. | Feed Me to the Lions (demó)     | Ant, Pirroni | 3:02 |
| 16. | The Human Beings (demó)         | Ant, Pirroni | 2:30 |
| 17. | S.E.X. (demó)                   | Ant, Pirroni | 3:57 |
| 18. | Omelette From Outerspace (demó) | Ant, Pirroni | 3:06 |

## Helyezések

### Album
| Év   | Lista           | Helyezés |
| ---- | --------------- | -------- |
| 1981 | Brit albumlista | 1        |
| 1981 | Billboard 200   | 44       |

### Kislemezek
| Év   | Kislemez                               | Lista                       | Helyezés |
| ---- | -------------------------------------- | --------------------------- | -------- |
| 1980 | Kings of the Wild Frontier             | Brit kislemezlista          | 48       |
| 1980 | Dog Eat Dog                            | Brit kislemezlista          | 4        |
| 1980 | Antmusic                               | Brit kislemezlista          | 2        |
| 1981 | Kings of the Wild Frontier (új kiadás) | Brit kislemezlista          | 2        |
| 1981 | Dog Eat Dog                            | Billboard Club Play Singles | 19       |
| 1981 | Antmusic                               | Billboard Mainstream Rock   | 14       |
| 1981 | Dog Eat Dog                            | Billboard Mainstream Rock   | 15       |
| 1981 | Physical (You're So)                   | Billboard Mainstream Rock   | 19       |

## Közreműködők
- Adam Ant – ének
- Marco Pirroni – gitár
- Kevin Mooney – basszusgitár
- Merrick (Chris Hughes) – dob
- Terry Lee Miall – dob
- Chris Hughes – producer

## Fordítás
- Ez a szócikk részben vagy egészben a Kings of the Wild Frontier című angol Wikipédia-szócikk ezen változatának fordításán alapul.  Az eredeti cikk szerkesztőit annak laptörténete sorolja fel. Ez a jelzés csupán a megfogalmazás eredetét és a szerzői jogokat jelzi, nem szolgál a cikkben szereplő információk forrásmegjelöléseként.